# Дочо Шипков
Дочо Петров Шипков (с псевдоним Минчо) е български партизанин и деец на Българската комунистическа партия.
Участва в комунистическото партизанско движение по време на Втората световна война, партизанин е в Народна бойна дружина „Чавдар“ и Партизански отряд „Христо Кърпачев“, политик и народен представител.

## Биография
Дочо Шипков е роден на 23 април 1913 година в Ловеч. За участие в ученическата стачка, проведена в Смесена гимназия „Цар Борис III“ (Ловеч) е изключен от всички училища (1934). Член на РМС. Средното си образование завършва като частен ученик в същата гимназия през 1939 г. Работи като учител в Родопите, след което отбива военната си служба.
Участва в комунистическото движение по време на Втората световна война. Като активен деятел на БРП (к) минава в нелегалност. Партизанин от Народна бойна дружина „Чавдар“ и Партизански отряд „Христо Кърпачев“ (11 ноември 1941 – 9 септември 1944). Приема партизанското име Минчо. Участва в създаването на първата партизанска бойна единица в Ловешко (1941), на Народна бойна дружина „Чавдар“ и Партизански отряд „Христо Кърпачев“.
Завеждащ отдел „Връзки“ и заместник политкомисар на Единадесета Плевенска въстаническа оперативна зона на НОВА. Участва многократно в акции на Ловешкия партизански отряд „Христо Кърпачев“ и Плевенския партизански отряд „Васил Левски“. За тази дейност е осъден задочно на смърт по Закона за защита на държавата (ЗЗД).
Тежко ранен на 23 май 1943 г. при престрелка с полицейско и армейско подразделение в местността „Сливешки ливади“, в която загива Христо Кърпачев. Участва активно в установяване управлението на Отечествения фронт в град Ловеч.
Първи секретар на Околийския комитет на БКП в Ловеч (1944 – 1950, 1956 – 1959). Завършва Висшата партийна школа на Централния комитет на БКП (1952). Заместник-завеждащ отдел „Организационен“ на Централния комитет на БКП (1952 – 1956), организационен секретар (1959) и първи секретар (1960 – 1966) на Окръжния комитет на БКП в Ловеч. Член на Централната ревизионна комисия (1958) и заместник-председател на Централната контролно-ревизионна комисия на БКП (1966).
Народен представител в 6 – о Велико народно събрание (1946 – 1948), I  – о (1950 – 1953), IV  – о (1962 – 1965), V  – о (1966 – 1971), VII  – о (1976 – 1981) и VIII  – о Обикновено народно събрание (1981 – 1986).
Автор на мемоарна книга за комунистическото движение в Ловешко „Балканът размирно запя“ и на повече от 60 акварелни платна дарени на Регионален исторически музей, Ловеч през 1983 г.

### Награди
- Звание „Герой на социалистическия труд“
- 2 ордена „Георги Димитров“
- Орден „НРБ“ I ст.
- Провъзгласен за Почетен гражданин на Ловеч от 28 април 1983 г. „За принос в развитието на Ловеч и Ловешкия край“.